# Erling Jevne
Erling Jevne (ur. 24 marca 1966 w Øyer) – norweski biegacz narciarski, dwukrotny medalista olimpijski i czterokrotny medalista mistrzostw świata.

## Kariera
Jego olimpijskim debiutem były igrzyska w Albertville w 1992 r., gdzie zajął 5. miejsce w biegu na 30 km techniką klasyczną. To samo miejsce zajął na igrzyskach olimpijskich w Lillehammer w biegu na 50 km stylem klasycznym. Igrzyska w Nagano były najlepszymi w jego karierze. Wraz ze Sture Sivertsenem, Bjørnem Dæhlie i Thomasem Alsgaardem zdobył złoty medal w sztafecie 4 × 10 km. Na tych samych igrzyskach zdobył także srebrny medal w biegu na 30 km techniką klasyczną, wyprzedził go jedynie reprezentant Finlandii Mika Myllylä. Jevne startował ponadto na igrzyskach olimpijskich w Salt Lake City, gdzie jego najlepszym wynikiem było 6. miejsce w biegu na 15 km stylem klasycznym.
W 1993 r. zadebiutował na mistrzostwach świata biorąc udział w mistrzostwach w Falun. Tam jego najlepszym wynikiem było 7. miejsce na dystansie 30 km technika klasyczną. Swój pierwszy medal zdobył podczas mistrzostw świata w Thunder Bay, gdzie razem z Sivertsenem, Dæhlie i Alsgaardem zajął pierwsze miejsce w sztafecie. Jeszcze lepiej zaprezentował się na mistrzostwach świata w Trondheim, gdzie sztafeta norweska z nim w składzie ponownie wywalczyła złoto, a Jevne zdobył także srebrny medal w biegu na 50 km techniką klasyczną, ponownie lepszy był tylko Myllylä. Swój ostatni medal mistrzowski zdobył podczas mistrzostw w Ramsau zajmując drugie miejsce w sztafecie. Mistrzostwa świata w Lahti były ostatnimi w jego karierze. Startował tylko w biegu na 30 km techniką klasyczną zajmując czwarte miejsce.
Nie osiągnął większych sukcesów w Pucharze Świata. Najlepsze wyniki osiągnął w sezonie 1996/1997, kiedy to zajął 4. miejsce w klasyfikacji generalnej oraz w klasyfikacji sprintu, a w klasyfikacji biegów długodystansowych był piąty. Łącznie 12 razy stawał na podium zawodów PŚ, w tym trzy razy zwyciężał.

## Osiągnięcia

### Igrzyska olimpijskie
| Miejsce | Dzień     | Rok  | Miejscowość    | Konkurencja             | Czas biegu | Strata  | Zwycięzca        |
| ------- | --------- | ---- | -------------- | ----------------------- | ---------- | ------- | ---------------- |
| 5.      | 10 lutego | 1992 | Albertville    | 30 km stylem klasycznym | 1:22:27,8  | +1:39,9 | Vegard Ulvang    |
| 5.      | 27 lutego | 1994 | Lillehammer    | 50 km stylem klasycznym | 2:07:20,3  | +1:51,9 | Władimir Smirnow |
| 2.      | 9 lutego  | 1998 | Nagano         | 30 km stylem klasycznym | 1:33:55,8  | +1:31,3 | Mika Myllylä     |
| 7.      | 12 lutego | 1998 | Nagano         | 10 km stylem klasycznym | 27:24,5    | +34,2   | Bjørn Dæhlie     |
| 1.      | 17 lutego | 1998 | Nagano         | Sztafeta 4 × 10 km      | 1:40:55,7  | -       | -                |
| 6.      | 12 lutego | 2002 | Salt Lake City | 15 km st. klasycznym    | 37:07,4    | +1:06,2 | Andrus Veerpalu  |
| 10.     | 23 lutego | 2002 | Salt Lake City | 50 km st. klasycznym    | 2:06:20,8  | +5:45,8 | Michaił Iwanow   |

### Mistrzostwa świata
| Miejsce | Dzień     | Rok  | Miejscowość | Konkurencja             | Czas biegu | Strata  | Zwycięzca                     |
| ------- | --------- | ---- | ----------- | ----------------------- | ---------- | ------- | ----------------------------- |
| 7.      | 20 lutego | 1993 | Falun       | 30 km stylem klasycznym | 1:17:33,6  | +1:17,4 | Bjørn Dæhlie                  |
| 11.     | 22 lutego | 1993 | Falun       | 10 km stylem klasycznym | 24:51,6    | +47,4   | Sture Sivertsen               |
| 20.     | 24 lutego | 1993 | Falun       | 10+15 km pościgowy      | 1:01:45,0  | +2:43,1 | Bjørn Dæhlie Władimir Smirnow |
| 2.      | 9 marca   | 1995 | Thunder Bay | 30 km stylem klasycznym | 1:15:52,3  | +1:00,1 | Władimir Smirnow              |
| 6.      | 11 marca  | 1995 | Thunder Bay | 10 km stylem klasycznym | 24:52,3    | +47,8   | Władimir Smirnow              |
| 1.      | 17 marca  | 1995 | Thunder Bay | Sztafeta 4 × 10 km      | 1:34:27,1  | -       | -                             |
| 7.      | 24 lutego | 1997 | Trondheim   | 10 km stylem klasycznym | 23:41,8    | +1:01,0 | Bjørn Dæhlie                  |
| DNF     | 25 lutego | 1997 | Trondheim   | 10+15 km pościgowy      | 1:00:11,1  | -       | Bjørn Dæhlie                  |
| 1.      | 28 lutego | 1997 | Trondheim   | Sztafeta 4 × 10 km      | 1:37:06,1  | -       | -                             |
| 2.      | 2 marca   | 1997 | Trondheim   | 50 km stylem klasycznym | 2:16:37,5  | +54,9   | Mika Myllylä                  |
| 6.      | 22 lutego | 1999 | Ramsau      | 10 km stylem klasycznym | 24:19,2    | +26,8   | Mika Myllylä                  |
| DNF     | 23 lutego | 1999 | Ramsau      | 10+15 km pościgowy      | 1:05:54,9  | -       | Thomas Alsgaard               |
| 2.      | 26 lutego | 1999 | Ramsau      | Sztafeta 4 × 10 km      | 1:35:07,5  | +0,2    | Austria                       |
| DNF     | 28 lutego | 1999 | Ramsau      | 50 km stylem klasycznym | 2:18:08,7  | -       | Mika Myllylä                  |
| 4.      | 19 lutego | 2001 | Lahti       | 30 km stylem klasycznym | 1:14:17,9  | +39,3   | Andrus Veerpalu               |

### Mistrzostwa świata juniorów
| Miejsce | Dzień     | Rok  | Miejscowość | Konkurencja             | Wynik     | Strata  | Zwycięzca         |
| ------- | --------- | ---- | ----------- | ----------------------- | --------- | ------- | ----------------- |
| 3.      | 13 lutego | 1986 | Lake Placid | 10 km stylem klasycznym | 26:58,3   | +46,8   | Giennadij Łazutin |
| 2.      | 15 lutego | 1986 | Lake Placid | Sztafeta 3 × 10 km      | 1:23:19,4 | +45,8   | ZSRR              |
| 20.     | 17 lutego | 1986 | Lake Placid | 30 km stylem dowolnym   | 1:18:12,8 | +6:01,5 | Giennadij Łazutin |

### Puchar Świata

#### Miejsca w klasyfikacji generalnej
- sezon 1986/1987: 27.
- sezon 1990/1991: 29.
- sezon 1991/1992: 15.
- sezon 1992/1993: 15.
- sezon 1993/1994: 17.
- sezon 1994/1995: 13.
- sezon 1995/1996: 15.
- sezon 1996/1997: 4.
- sezon 1997/1998: 8.
- sezon 1998/1999: 10.
- sezon 1999/2000: 16.
- sezon 2000/2001: 46.
- sezon 2001/2002: 10.

#### Zwycięstwa w zawodach
| Nr | Dzień      | Rok  | Miejscowość | Konkurencja          | Czas biegu  |
| -- | ---------- | ---- | ----------- | -------------------- | ----------- |
| 1. | 16 marca   | 1996 | Oslo        | 50 km st. klasycznym | 2:32:29.7 h |
| 2. | 17 marca   | 2000 | Bormio      | 10 km st. klasycznym | 25:54.5 min |
| 3. | 15 grudnia | 2001 | Davos       | 15 km st. klasycznym | 40:55.3 min |

#### Miejsca na podium
| Nr  | Dzień        | Rok  | Miejscowość | Konkurencja          | Czas biegu  | Pozycja     | Strata | Zwycięzca      |
| --- | ------------ | ---- | ----------- | -------------------- | ----------- | ----------- | ------ | -------------- |
| 1.  | 16 marca     | 1996 | Oslo        | 50 km st. klasycznym | 2:32:29.7 h | -           | 1      |                |
| 2.  | 7 grudnia    | 1996 | Davos       | 10 km st. klasycznym | 26:15.4 min | +13.4 s     | 2      | Mika Myllylä   |
| 3.  | 18 grudnia   | 1996 | Oberstdorf  | 30 km st. klasycznym | 1:21:07.6 h | +54.3 s     | 2      | Bjørn Dæhlie   |
| 4.  | 11 stycznia  | 1997 | Hakuba      | 10 km st. klasycznym | 28:34.1 min | +13.9 s     | 2      | Silvio Fauner  |
| 5.  | 2 marca      | 1997 | Trondheim   | 50 km st. klasycznym | 2:17:32.4 h | +54.9 s     | 2      | Mika Myllylä   |
| 6.  | 8 marca      | 1997 | Falun       | 15 km st. klasycznym | 36:48.1 min | +1:02.6 min | 3      | Bjørn Dæhlie   |
| 7.  | 22 listopada | 1997 | Beitostølen | 10 km st. klasycznym | 23:55.7 min | +28.1 s     | 3      | Bjørn Dæhlie   |
| 8.  | 20 grudnia   | 1997 | Davos       | 30 km st. klasycznym | 1:20:16.2 h | +55.9 s     | 3      | Bjørn Dæhlie   |
| 9.  | 9 stycznia   | 1999 | Nové Město  | 15 km st. klasycznym | 42:47.1 min | +19.7 s     | 2      | Bjørn Dæhlie   |
| 10. | 17 marca     | 2000 | Bormio      | 10 km st. klasycznym | 25:54.5 min | -           | 1      |                |
| 11. | 24 listopada | 2001 | Kuopio      | 15 km st. klasycznym | 39:03.3 min | +8.3 s      | 2      | Anders Aukland |
| 12. | 15 grudnia   | 2001 | Davos       | 15 km st. klasycznym | 40:55.3 min | -           | 1      |                |